# 氟化鍶
氟化锶是稳定的白色晶体。

## 制备
氟化锶可以由氯化锶和氟气发生反应产生。
{\displaystyle \mathrm {SrCl_{2}\ +\ F_{2}\ \rightarrow \ SrF_{2}\ +\ Cl_{2}} }
或由氢氟酸与碳酸锶反应产生。
{\displaystyle \mathrm {SrCO_{3}\ +\ 2\ HF\ \rightarrow \ SrF_{2}\ +\ H_{2}O+\ CO_{2}} }

## 属性
氟化锶几乎不溶于水，它会对眼睛和皮肤产生刺激，吸入或摄入都对身体有害。氟化锶的结构与氟化钡类似。

## 参見
- 氟化铍、氟化镁、氟化钙